# لحساسنه
لحساسنه (به فرانسوی: Lahsasna) یک شهرک در مراکش است که در استان برشید واقع شده‌است. لحساسنه ۹٬۳۱۵ نفر جمعیت دارد.